# Eva Schulz-Endert
Eva Schulz-Endert (geb. Endert; * 19. Mai 1912 in Hennigsdorf; † 2006 in Berlin) war eine deutsche Keramikerin.

## Leben und Werk
Eva Endert war die Tochter des Ingenieurs Max Endert († 1935) und dessen Frau Johanna, geb. König. Nach drei Jahren Grundschule absolvierte sie ein Reform-Realgymnasium. 1928 machte sie bei Hedwig Bollhagen in der Steingutfabrik Velten-Vordamm eine Ausbildung zur Keramikmalerin. Von 1929 bis 1932 besuchte sie die Fachklasse Keramik der Kunstgewerbe- und Handwerkerschule Berlin Ost in der Berliner Andreasstraße. Einer ihrer Lehrer war Heinz Tichauer, der aber 1929 wegen seiner KPD-Mitgliedschaft entlassen wurde. 1931 machte sie vor der Berliner Ofensetzer- und Töpferinnung mit Auszeichnung die Gesellenprüfung. Danach war sie Volontärin an der Staatlichen Porzellanmanufaktur Berlin, und dann ging sie auf Wanderschaft durch mehrere Betriebe: 1932/1933 als Laborantin in der Porzellanfabrik Hennigsdorf, 1933/1934 als Entwerferin bei den Hirschauer Steingutfabriken С. & E. Carstens in Hirschau, von 1935 bis 1938 in der Porzellanfabrik Hennigsdorf und der Rosenthal Isolatoren GmbH Hennigsdorf, 1938/1939 in der Ofenfabrik A. Schmidt, Lehmann & Co. in Velten. 1940 machte sie baukeramische Arbeiten bei der Keramikerin Helene Körting (1881–1976) in Velten.
1933 wurde sie Mitglied der kurz danach von den Nationalsozialisten verbotenen Studenten-Assoziation revolutionärer bildender Künstler ASSO.
Während des Zweiten Weltkriegs war sie erst Nachrichtenhelferin bei der Wehrmacht, dann von 1941 bis 1945 Schwesternhelferin in einem Lazarett und Sanitätsschwester im Krankenhaus Falkensee, wo sie auch das Staatsexamen als Sanitätsschwester ablegte.
Nach dem Ende des Krieges arbeitete sie bis 1947 weiter als Krankenschwester. Dann baute sie sich 1948 in Velten eine eigene Werkstatt auf. 1949 machte sie die Meisterprüfung als Keramikerin. 1952 zog sie mit ihrem Mann, dem Bildhauer Fritz Schulz nach Berlin. Dort hatten sie bis 1987 in der Greifswalder Straße 201 im Prenzlauer-Berg eine Werkstatt, in der sie auch ausbildete. Ihr besonderes Interesse galt der Verbindung von Keramik und Architektur. Dazu erhielt sie 1955 einen ersten größeren Auftrag für drei Brunnen in der neu erbauten Oberschule in Ludwigsfelde, die sie mit Fayencemalerei schmückte. Weitere Arbeiten waren u. a. der keramische Schmuck der Türleibungen einer Kinderkrippe in Teltow und Säulenverkleidungen im Foyer der Berufsschule in Zossen. In Berlin erhielt sie auch Aufträge zur künstlerischen Ausgestaltung repräsentativer Räume z. B. 1969 für die Bierstube Raabe-Diele im Ermelerhaus und um 1976 für den Palast der Republik. Ihr Hauptarbeitsgebiet blieben jedoch Gefäße und Gartenplastiken.
Eva Schulz-Endert war u. a. Mitglied der Meisterprüfungskommission Potsdam und von 1952 bis 1990 des Verbands Bildender Künstler der DDR (VBK), in dem sie sich in der Sektion Formgestaltung betätigte. Neben ihrer künstlerischen Tätigkeit leitete sie volkskünstlerische Zirkel. Sie wurde mit der Otto-Nagel-Medaille des Bezirksverbands Berlin des VBK geehrt.
Sie hatte in der DDR und im Ausland eine bedeutende Zahl von Einzelausstellungen und Ausstellungsbeteiligungen, u. a. 1964 an der Keramik-Biennale Faenza, 1972 an der Ceramic Art London und 1977/1978 an der VIII. Kunstausstellung der DDR in Dresden.
Ab 1992 war sie Mitglied des Fördervereins des Keramik-Museums Berlin. Sie schenkte dem Museum eine bedeutende Anzahl ihrer Arbeiten.
Eva Schulz-Endert und Fritz Schulz hatten eine Tochter, Maxi (spätere Groche). Eva Schulz-Endert wurde, wie auch ihr Ehemann, in der Gräberanlage für Opfer des Faschismus und Verfolgte des Naziregimes des Zentralfriedhofs Friedrichsfelde beigesetzt.

## Rezeption
„Immer wieder bewundert man ihren Erfindungsreichtum hinsichtlich der Formen, der Schönheit leuchtender Glasuren und der Vielfalt dekorativer Lösungen des als Struktur oder farbiger Malerei gegebenen Schmucks.“

## Publizierter Essay Eva Schulze-Enderts
- Internationale Keramikausstellung in London. In: Bildende Kunst, Berlin, 6/1973, S. 293–296